# Giro della Provincia di Reggio Calabria 1965
Il Giro della Provincia di Reggio Calabria 1965, ventiseiesima edizione della corsa, si svolse il 28 marzo 1965 su un percorso di 274,5 km, con partenza e arrivo a Reggio Calabria. La vittoria fu appannaggio dell'italiano Adriano Durante, che completò il percorso in 7h42'20", alla media di 35,624 km/h, precedendo i connazionali Vito Taccone e Franco Bitossi.

## Ordine d'arrivo (Top 10)
| Pos. | Corridore         | Squadra   | Tempo    |
| ---- | ----------------- | --------- | -------- |
| 1    | Adriano Durante   | Ignis     | 7h42'20" |
| 2    | Vito Taccone      | Salvarani | s.t.     |
| 3    | Franco Bitossi    | Filotex   | s.t.     |
| 4    | Gianni Motta      | Molteni   | s.t.     |
| 5    | Michele Dancelli  | Molteni   | s.t.     |
| 6    | Marino Vigna      | Ignis     | s.t.     |
| 7    | Roberto Poggiali  | Ignis     | s.t.     |
| 8    | Guido Neri        | Molteni   | s.t.     |
| 9    | Franco Cribiori   | Ignis     | a 0'20"  |
| 10   | Arnaldo Pambianco | Salvarani | s.t.     |